# Diphucephala tantilla
Diphucephala tantilla är en skalbaggsart som beskrevs av Lea 1917. Diphucephala tantilla ingår i släktet Diphucephala och familjen Melolonthidae. Inga underarter finns listade i Catalogue of Life.